# توم كروز (ساعي البريد)
توم كروز (بالإنجليزية: Tom Kruse)‏ هو ساعي البريد أسترالي، ولد في 28 أغسطس 1914 في Waterloo, South Australia ‏ في أستراليا، وتوفي في 30 يونيو 2011.